# Алексеенко, Валентина Харитоновна
 Валентина Харитоновна Алексеенко  (2 декабря 1925 года — 4 августа 1991 года) — звеньевая виноградарского совхоза «Гратиешты» Министерства пищевой промышленности СССР, Криулянский район Молдавская ССР. Герой Социалистического Труда (23 июля 1951).

## Биография
Родилась 2 декабря 1925 года в селе Турлаки Аккерманского уезда Бессарабской губернии в составе Румынии, ныне — село Выпасное Белгород-Днестровского района Одесской области Украины. Из крестьянской семьи. Украинка. Батрачила с детских лет.
После возвращения Бессарабии в июле 1940 года в состав Советского Союза её родное село вошло в состав Аккерманской (с декабря 1940 года — Измаильской) области Украинской ССР, однако в годы Великой Отечественной войны вновь подверглось румынской оккупации (1941—1944). В этот период Валентина Журбенко эвакуировалась и самоотверженно трудилась в глубоком тылу страны.
После Победы вернулась в родные места, но затем в поисках работы переехала в Молдавскую ССР (ныне — Молдавия), где устроилась рабочей в виноградарский совхоз «Гратиешты» Криулянского района (ныне — в составе муниципия Кишинёв). Окончив агротехнические курсы, стала звеньевой одной из виноградарских бригад. Всем звеном решили повысить урожайность виноградных лоз на своём участке. Провели большую работу по ремонту виноградников. 
Начиная с осени 1949 года стали больше уделять внимания выполнению всех агротехнических приёмов. Весной, когда растения стали развиваться, за ними был организован хороший уход. Зелёные операции, подкормка, опрыскивание — всё проходило своевременно, старательно, на высоком агротехническом уровне. И это дало хорошие результаты: в 1950 году её звено получило урожай винограда 103 центнера с гектара на площади 6,7 гектара.
Указом Президиума Верховного Совета СССР от 23 июля 1951 года за получение в 1950 году высоких урожаев винограда при выполнении виноградарскими совхозами плана сдачи государству сельскохозяйственных продуктов и обеспеченности семенами всех культур в размере полной потребности для весеннего сева 1951 года Журбенко Валентине Харитоновне присвоено звание Героя Социалистического Труда с вручением ордена Ленина и золотой медали «Серп и Молот».
В 1957 году В. Х. Алексеенко (в замужестве) переехала в Одесскую область Украинской ССР (ныне — Украины), где работала звеньевой виноградарской бригады совхоза «Путь Ильича» Раздельнянского района, добивалась высоких производственных показателей.
Член КПСС. Делегат XXI съезда Компартии Украины (1960). Избиралась депутатом местных Советов депутатов трудящихся[каких?].
В 1981 году вышла на заслуженный отдых. Жила в селе Степовое Раздельнянского района Одесской области, принимала активное участие в общественной жизни села. Умерла 4 августа 1991 года.

## Награды
- Золотая медаль «Серп и Молот» (23.07.1951);
- орден Ленина (23.07.1951)

- Медаль «В ознаменование 100-летия со дня рождения Владимира Ильича Ленина» (1970)
- Медаль «За трудовую доблесть»
- Медалями ВДНХ СССР
- и другими
- Отмечена дипломами и почётными грамотами.

## Память
- На могиле установлен надгробный памятник.
- Её имя увековечено в Одессе на театральной площади на стелле Героев.